# Viola lobata
Viola lobata är en violväxtart som beskrevs av George Bentham. Viola lobata ingår i släktet violer, och familjen violväxter.

## Underarter
Arten delas in i följande underarter:
- V. l. integrifolia
- V. l. lobata

## Bildgalleri

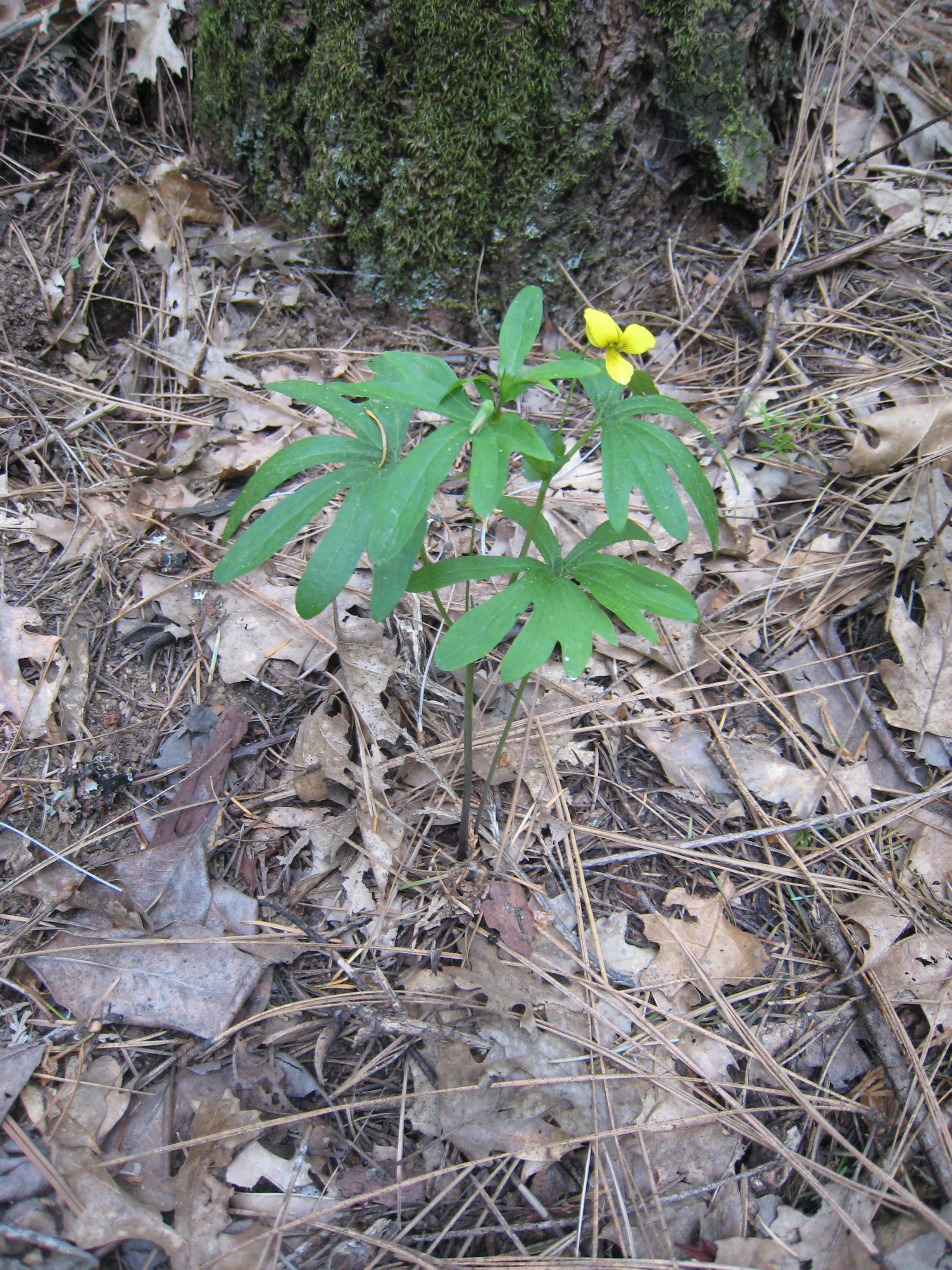
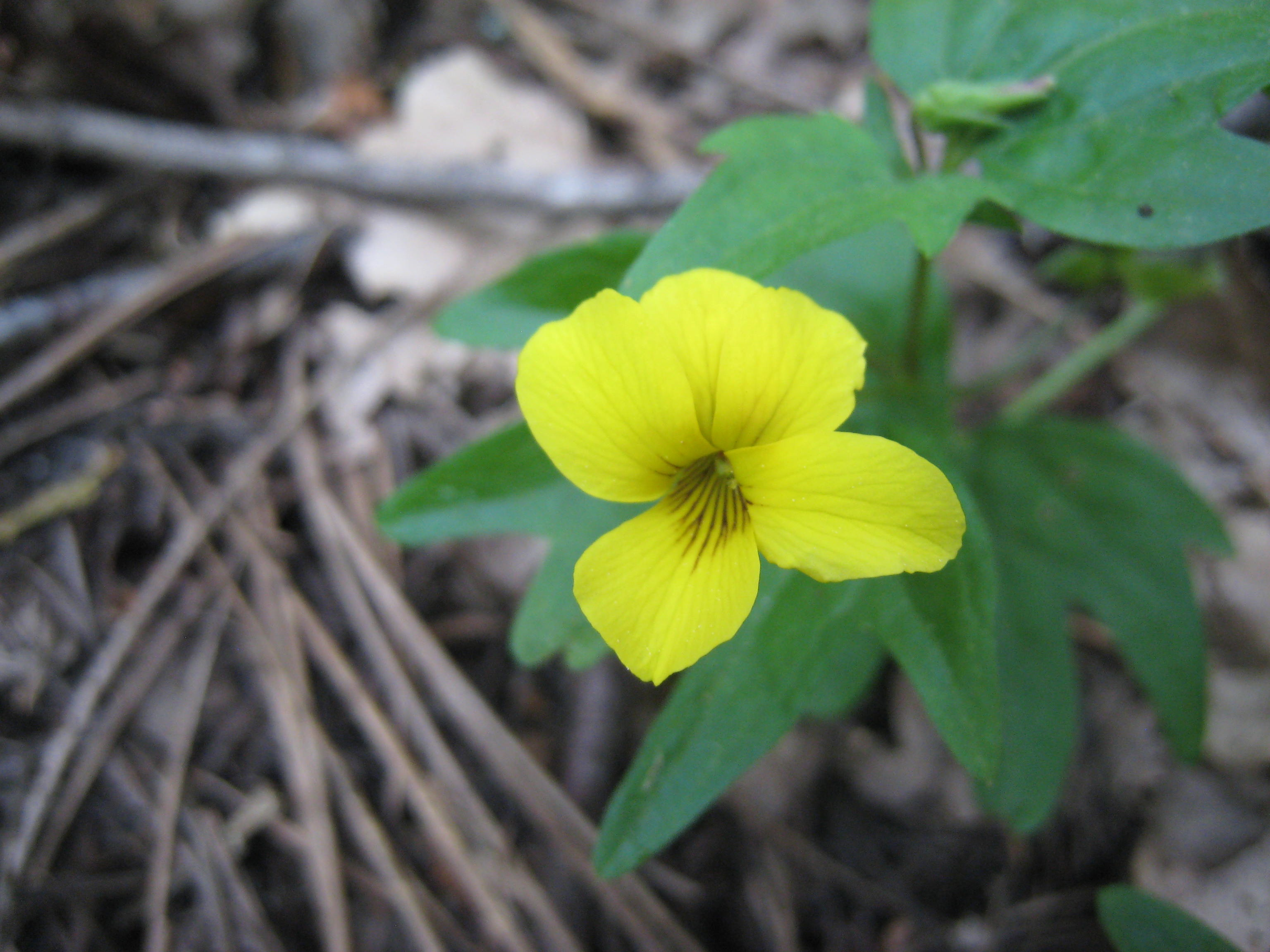
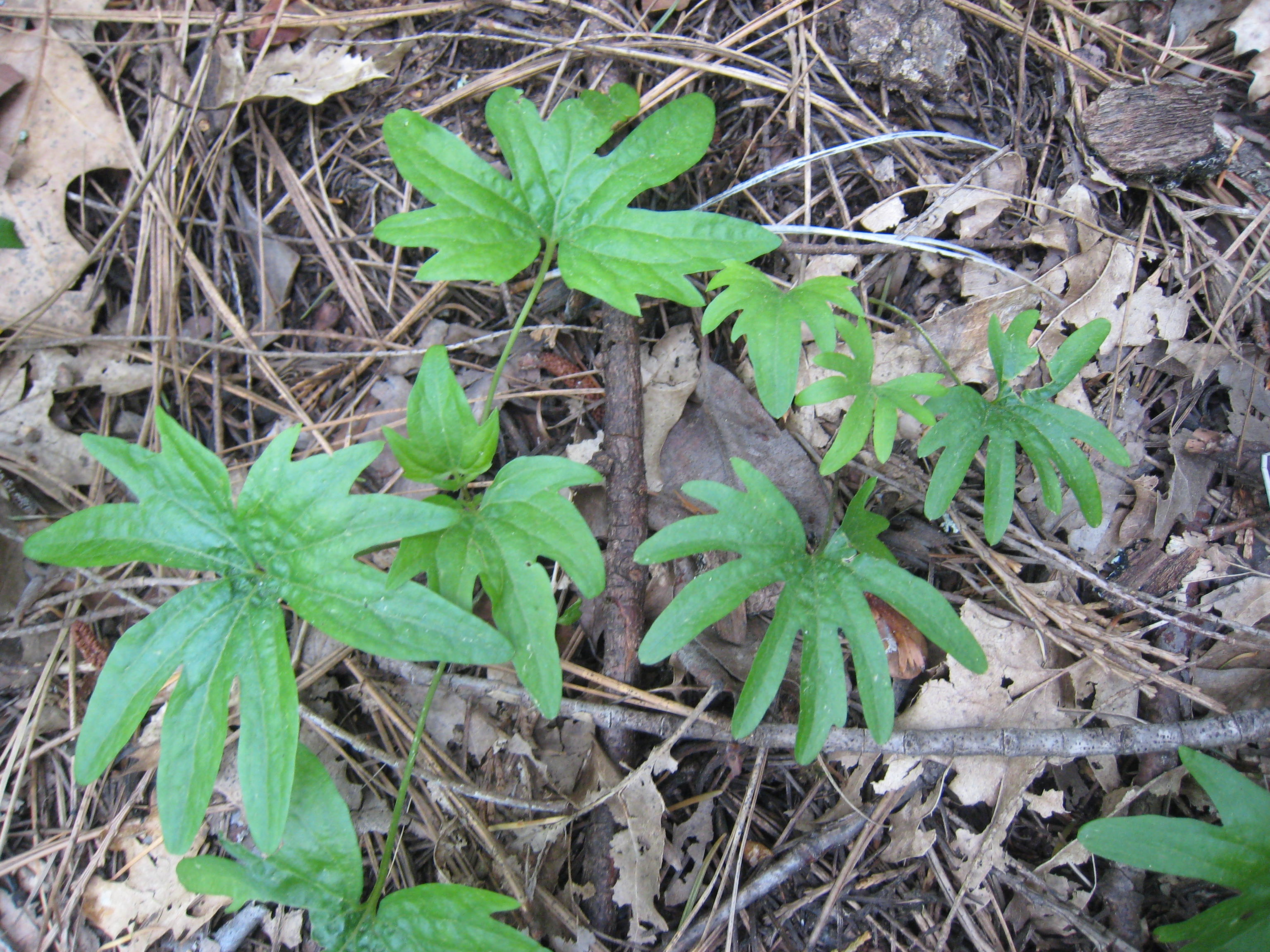
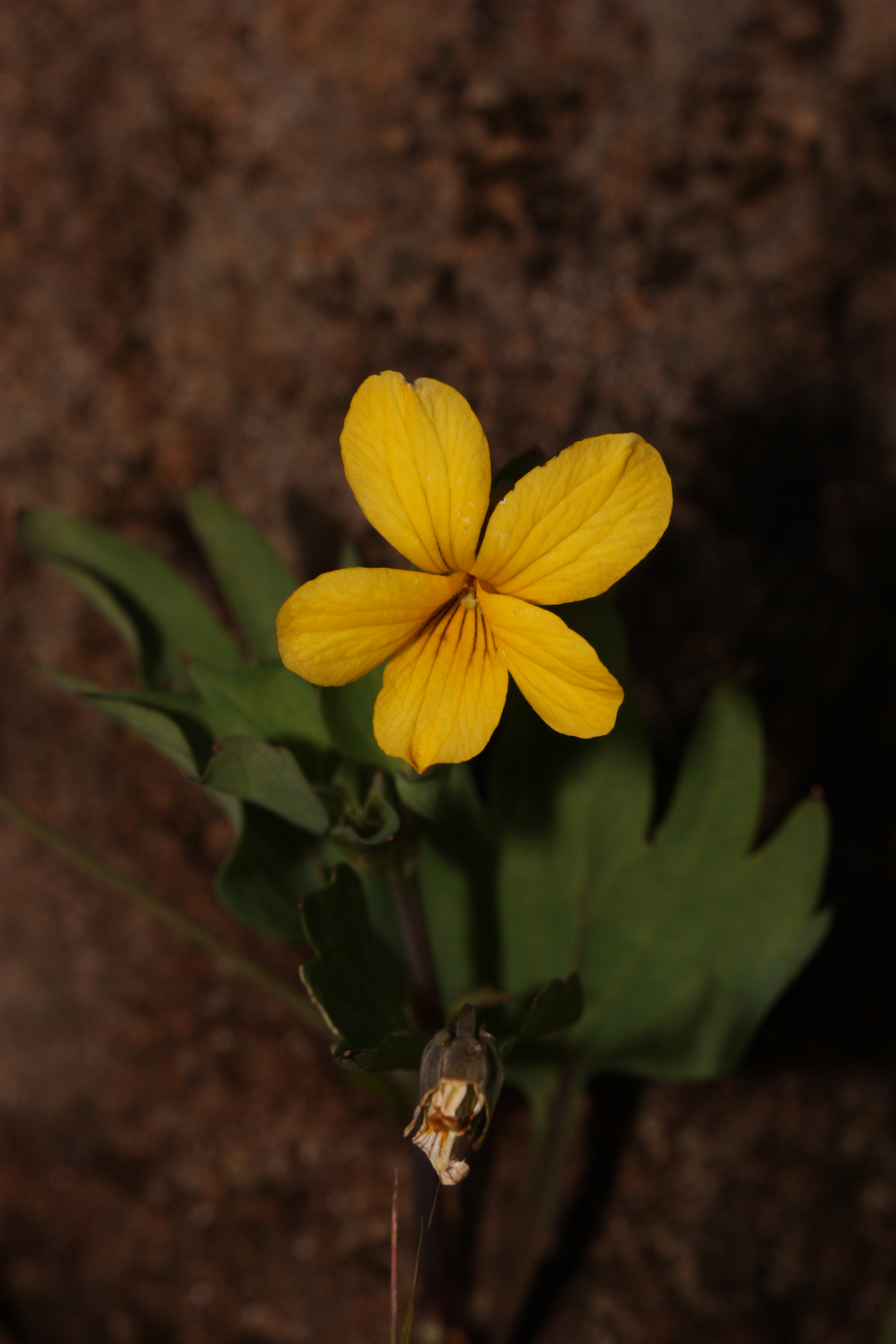
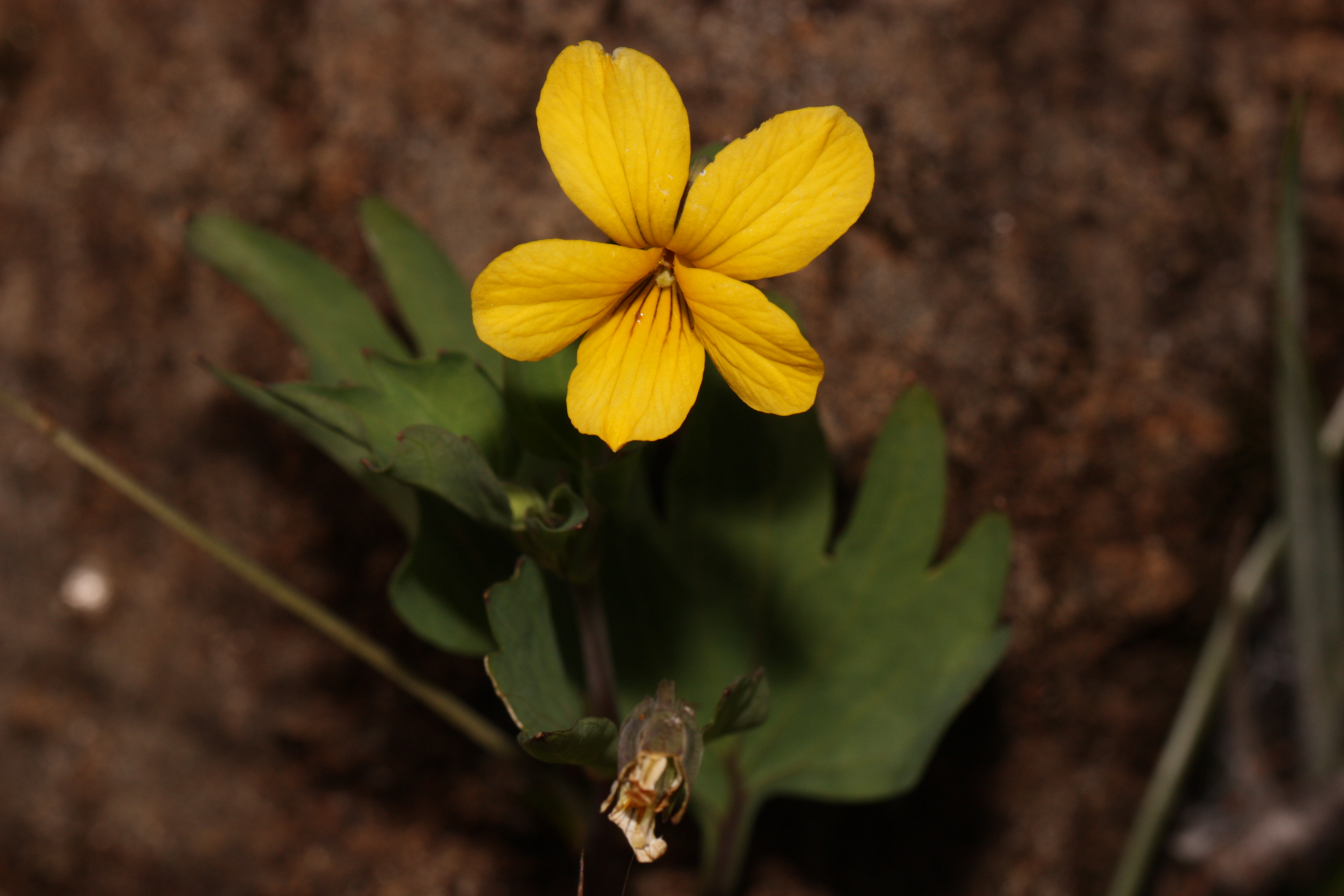
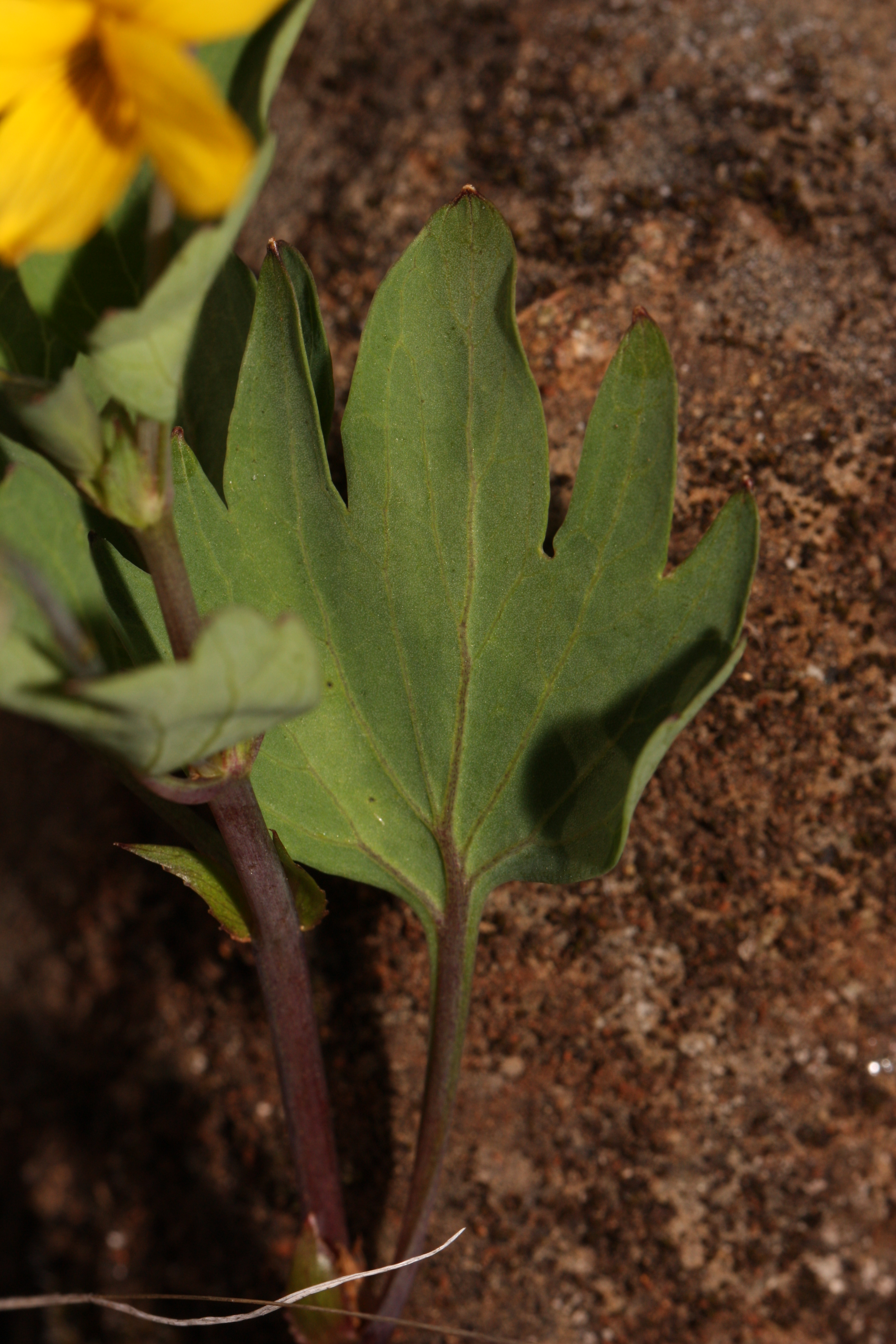